# Wok

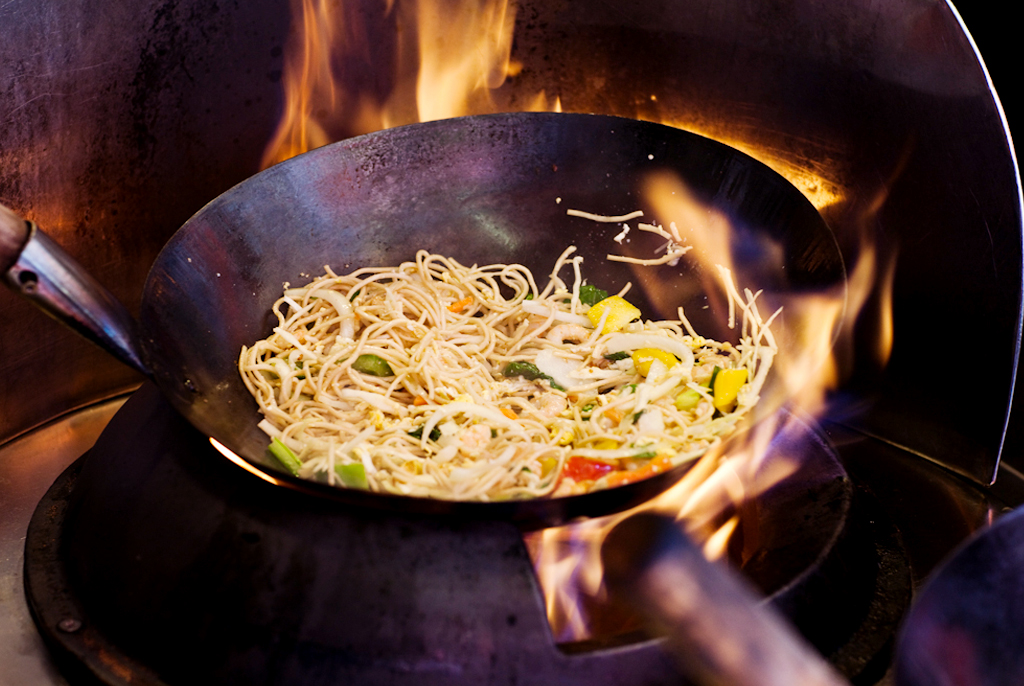
Ein Wok auf einer Flamme

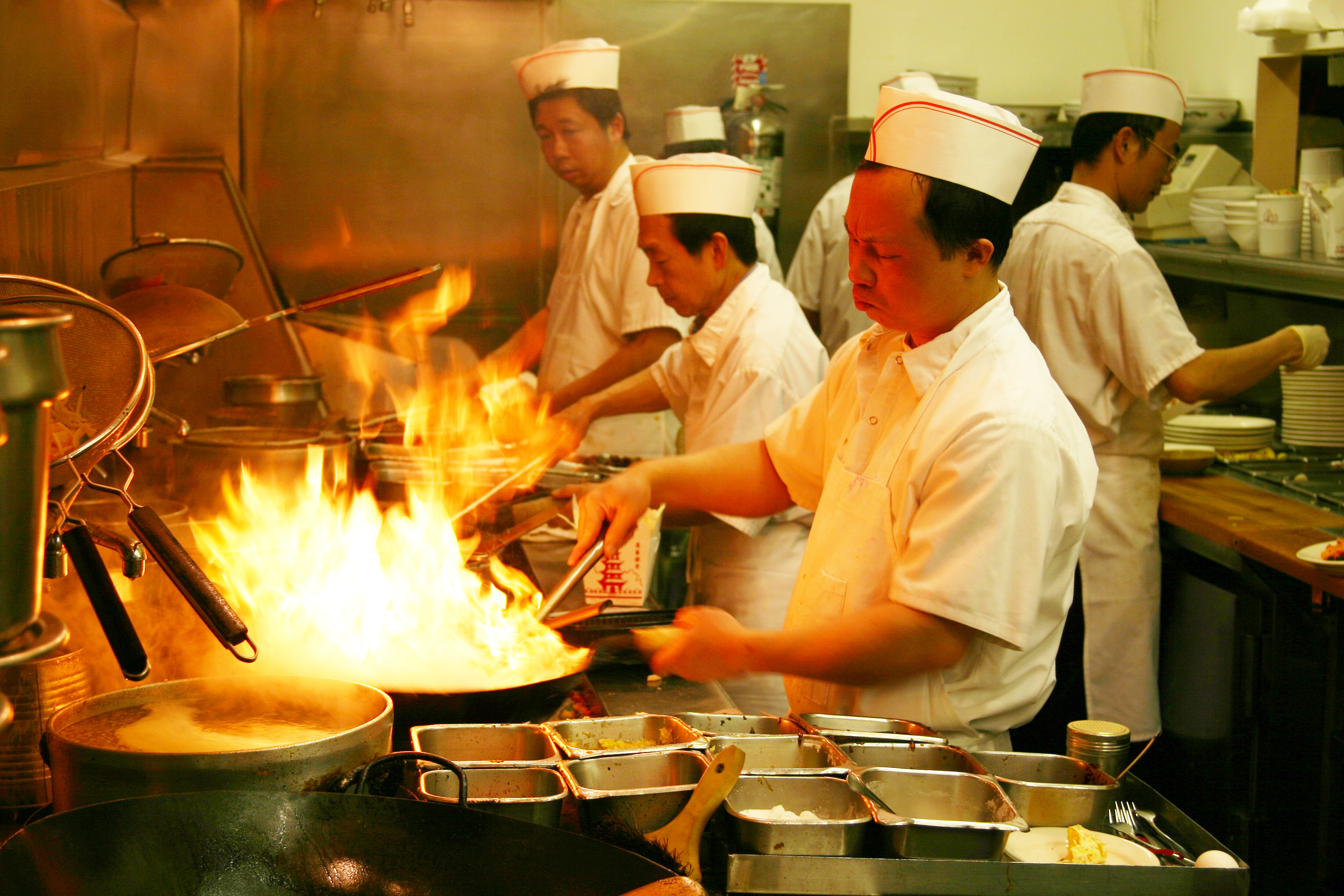
Flammender Wok

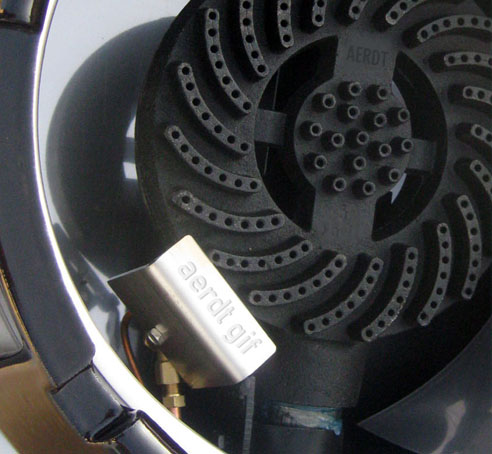
Moderner Brenner eines Wok- oder Chinaherdes

Ein Wok (chinesisch 炒鍋 / 炒锅, Pinyin chǎoguō, Jyutping caau2wo1, kurz 锅 / 鍋,  guō, Jyutping wo1) ist eine hohe, durchgehend gewölbte Pfanne, die in der chinesischen sowie der süd- und südostasiatischen Küche zu den wichtigsten Kochutensilien gehört. Vielfach ist es ein universelles Kochutensil, das Topf, Pfanne, Dünster, Fritteuse und anderes Kochgeschirr auf der Hitzequelle darstellen  kann. In Indonesien ist er als Wadjan bekannt, in Malaysia als Kuali und auf den Philippinen als Kawali (kleiner Wok) und Kawa (großer Wok). Ähnlich ist außerdem die indische Karhai (auch Kadhai oder Karahi, Hindi कढाई kaṛhāī), die aber einen flachen Boden hat. Die Bezeichnung Wok (鑊 / 镬,  huò, Jyutping wok6) kommt aus dem Kantonesischen.

## Herkunft
Die Wok-Pfanne wurde laut der Darstellung des Unternehmens Maggi vor rund 3.000 Jahren in China erfunden, und zwar aus einer Not heraus: Brennmaterial war Mangelware, und um die Gardauer der Zutaten kurz zu halten, wurden sie gleichmäßig zerkleinert und dann in den runden Topf (auf Kantonesisch „Wok“) gegeben, der die Hitze optimal weiterleitet. Von China aus verbreitete sich der Wok zunächst in die asiatischen Nachbarländer und von hier über die ganze Welt.

## Beschreibung

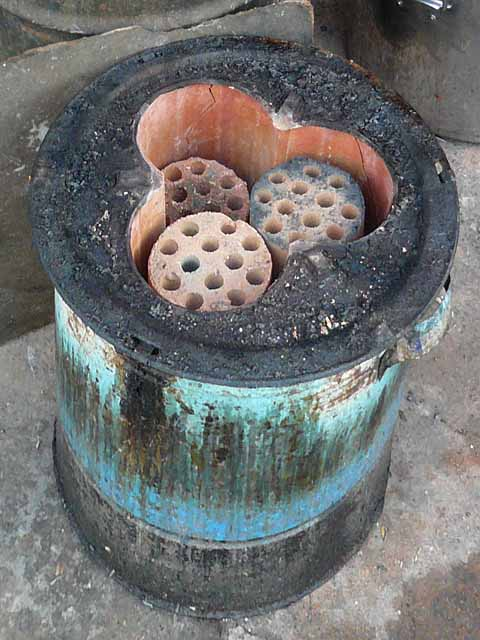
Traditioneller Wok-Erwärmer mit (hier abgebrannten) Steinkohle-Briketts

Charakteristisch gibt es beim Wok, anders als bei westlichen Pfannen und Töpfen, keinen Unterschied zwischen Boden und Wand – das ganze Gefäß ist als Kugelkappe geformt. Traditionell haben Woks zwei gegenüberliegende Griffe, von denen einer häufig als Stiel ausgeführt ist. Verwendet werden Woks traditionell auf kleinen, oben offenen Kohleherden (heute meist speziellen Gasbrennern oder Elektrokochern), auf deren Öffnung sie eine gute Standfestigkeit besitzen und mit wenig Brennstoff stark erhitzt werden können. Dabei konzentriert sich die Hitze besonders auf das Zentrum, so dass durch Verschieben des Garguts der gewünschte Temperaturbereich gewählt werden kann. Woks werden vielseitig zum Braten, Dünsten, Frittieren, Schmoren, Kochen, Blanchieren, Räuchern, Rösten und Dämpfen verwendet. Die wichtigste Garmethode ist das „Pfannenrühren“, auch „Sautieren“ genannt, bei dem die Zutaten unter ständiger Bewegung kurz angebraten und schnell gegart werden.
Woks werden traditionell aus Gusseisen hergestellt, heute auch aus Stahlblech, Kohlenstoffstahl, Edelstahl oder Aluminium. Einfache Woks aus Stahlblech werden aus Blech gedrückt oder gezogen, hochwertige mit dem Hammer in Form gebracht. Der Durchmesser reicht von etwa 30 Zentimetern bis zu über einem Meter.
Für westliche Haushalte, die keine speziellen Kochstellen für Woks haben, werden Woks mit abgeflachtem Boden, teilweise mit Antihaftbeschichtung angeboten, die auch für übliche Elektro- und Gasherde, teils auch für Induktionsherde  geeignet sind.
Übliche westliche Elektrokochplatten und Gasherde entwickeln jedoch nicht die Leistung von speziellen Wokherden, die in der Regel eine Maximalleistung oberhalb von fünf bis zehn kW haben, während die Leistung westlicher Kochherde selten 2,2 kW bzw. 3,6 kW bei Gasherden übersteigt. Zudem verteilt sich die Wärme des Wokbrenners mit der aufwärts strömenden Heißluft auch an der Außenwand, während ein Elektroherd nur den Boden des Woks erwärmt. Moderne Restaurant- und Großküchen in China nutzen spezielle Induktions-Kochfelder zur Erhitzung des Woks. Ein Kochgerät, das wie ein Wok aussieht, auf einem flachen Kochfeld erhitzt und mit einer Innenbeschichtung versehen ist, wird bei Leistungen von weniger als 5 kW nie das Ergebnis eines „echten“ Woks erbringen, sondern nur das eines Topfes mit gewölbtem Boden.
In westlichen Küchen scheint der Einsatz eines Woks auf geeignetem Herd nur für das „Pfannenrühren“ sinnvoll. Hier sind die hohen Zubereitungstemperaturen und die Zubereitungsart für das besondere Aroma der Speisen (s. Wok-Hei) notwendig. Andere Zubereitungsarten, die meist auch niedrigere Temperaturen erfordern, können in Kochgeschirren erfolgen, wie sie in einer westlichen Küche vorgehalten werden.
Allerdings kann ein Wok sehr sinnvoll eine Fritteuse ersetzen, sofern ein spezielles Gerät nicht zur Verfügung steht.
Woks, die ihrem traditionellen Einsatz entsprechend auf Kochstellen mit großer Leistung und Hitze verwendet werden, sind i. d. R. nicht mit besonderen Beschichtungen versehen, da diese den hohen Temperaturen nicht standhalten. Eine Antihaft-Beschichtung ist zudem auch nicht notwendig, wenn der Wok vor dem ersten Gebrauch „eingebrannt“ wurde. Dies erfolgt nach gründlicher Reinigung durch Erhitzen auf ca. 300 °C (blaue Anlassfarbe) und anschließendes Einreiben mit einem geeigneten Öl (z. B. Erdnussöl). Ein gut eingebrannter und gebrauchter Wok wird ausschließlich mit heißem Wasser (ohne Zusätze) und einem Besen aus Bambusstreifen gereinigt. Nachträgliches Einölen (auch hier z. B. Erdnussöl) verhindert Rost.
Auch brennen die meisten Speisen im Wok nicht an, da das für das Anbrennen verantwortliche Eiweiß durch die hohe Hitze sehr schnell denaturiert, was eine „natürliche Antihaftbeschichtung“ bewirkt.

## Wok-Hei
Wok-Hei, auch: Wokhei (鑊氣 / 镬气,  huòqì, Jyutping wok6hei3) oder Guoqi (鍋氣 / 锅气,  guōqì) beschreibt den Geschmack, den Geruch und das Aroma, das einem Essen verliehen wird, wenn es unter Einfluss hoher Temperaturen oberhalb der 200 °C-Grenze in einem Wok zubereitet wird. Der Ausdruck kann sinngemäß mit „Wok-Aroma“ übersetzt werden.
Um den speziellen Geschmack zu erreichen, muss das Essen in einem eingebrannten Wok unter ständiger Bewegung umgerührt und in sehr kurzer Zeit gegart werden. Aus chemischer Sicht sind die Prozesse des Karamellisierens und Maillard-Reaktionen für Wok-Hei verantwortlich.

## Sonstiges
Der damalige Moderator von TV total Stefan Raab präsentierte von 2003 bis 2015 die sogenannte Wok-Weltmeisterschaft, in dem Promis in einem Einer- oder Vierer-Wok einen Bobbahn-Kanal hinunter fuhren. Seit 2022 findet die Wok-WM mit Moderator Sebastian Pufpaff wieder statt.